# Adéona
Adéona aurait été une divinité romaine invoquée par ceux qui reviennent de voyage, sur le retour (en latin, adire), particulièrement des enfants qui reviennent au bercail. Cette déesse est associée à Abéona, la divinité du départ (en latin, abire) du foyer. Ce sont les déesses qui président au voyage.
Ces deux déesses sont des di indigetes, divinités romaines indigènes et abstraites.
L'astéroïde Adeona a été nommé d'après cette divinité.